# ISOHDFS 27

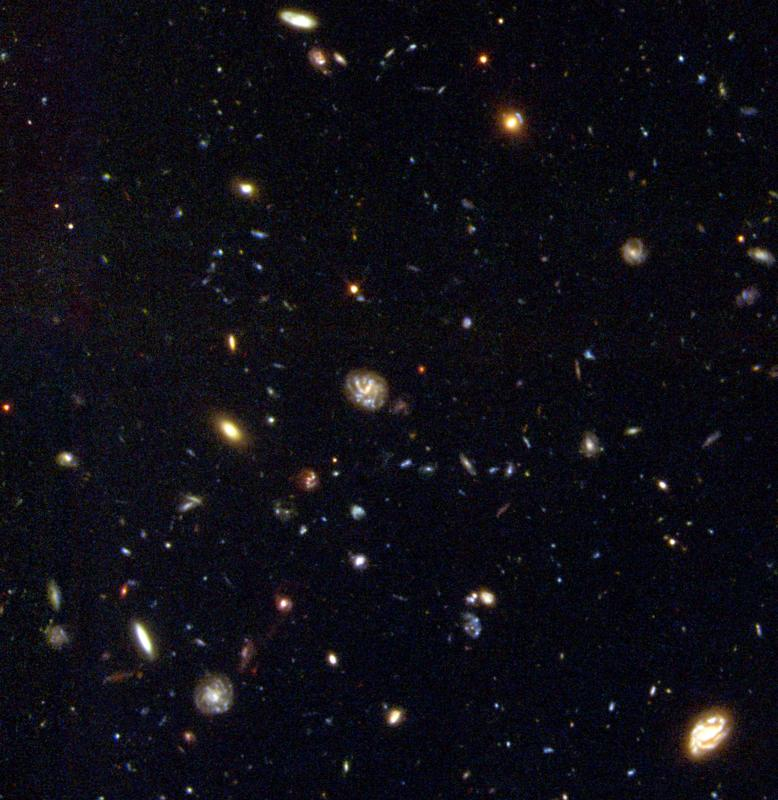
ISOHDFS 27 на объединённом изображении Hubble Deep Field South космического телескопа Хаббл (внизу справа)

ISOHDFS 27 — самая массивная спиральная галактика с изображения Hubble Deep Field South. Её диаметр составляет 130 000 световых лет. Она находится на расстоянии около примерно 6 миллиардов световых лет от Земли в созвездии Тукана.
Галактика ISOHDFS 27 имеет массу 1,04×1012 солнечных масс (M☉), что примерно в четыре раза больше массы Млечного Пути.